# Golia (nome)
Golia  è un nome proprio di persona italiano maschile.

## Varianti in altre lingue
- Bielorusso: Галіяф (Galijaf)
- Bulgaro: Голиат (Goliat)
- Catalano: Goliat[4]
- Ceco: Goliáš
- Croato: Golijat
- Ebraico: גָּלְיָת (Golyath, Golyat[1][2][5], Goliath[6])
- Esperanto: Goliato
- Finlandese: Goljat
- Francese: Goliath
- Greco biblico: Γολιάθ (Goliath)[1]
- Inglese: Goliath[7]
- Latino: Goliath[5][6], Goliat[1], Golias[1]
- Lituano: Galijotas
- Polacco: Goliat
- Portoghese: Golias
- Romaní: Golias[8]
- Russo: Голиаф (Goliaf)
- Sloveno: Goljat
- Spagnolo: Goliat[4]
- Tedesco: Goliat
- Ungherese: Góliát

## Origine e diffusione

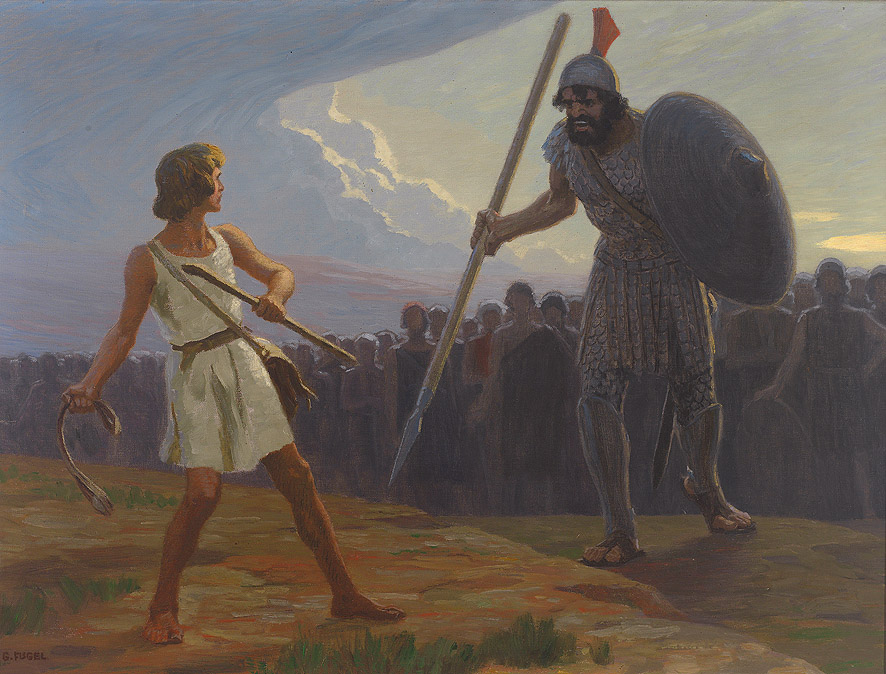
Davide e Golia, di Gebhard Fugel

È un nome di tradizione biblica, portato nel primo libro di Samuele (1Sa17) da Golia, un guerriero gigante dei Filistei ucciso da Davide con un colpo di fionda. La sua figura, negativa tanto nella tradizione giudaica quanto in quella cristiana, non ha portato molta fortuna al nome.
Etimologicamente, continua l'ebraico גָּלְיָת (Golyath), di origine incerta: tra i significati proposti vi sono "gigante", "uomo di grande statura", "passaggio", "trasmigrazione", "salto", "esule", "rivoluzione" o "scoperta", "scoperto", "rivelato" (da גָּלָה, galah, "scoprire"), ma non è da scartare una connessione all'accadico gilittu, "terrore".
In Italia è rarissimo, e le poche occorrenze sono disperse su tutto il territorio nazionale.

## Onomastico
Non esistono santi che portano questo nome, quindi è adespota. L'onomastico può essere festeggiato in occasione di Ognissanti, il 1º novembre.

## Il nome nelle arti
- Golia è un personaggio della serie animata Gargoyles.
- Goliath è un personaggio del film del 1961 Goliath contro i giganti, diretto da Guido Malatesta.
- Goliath è un personaggio del film del 1963 Goliath e la schiava ribelle, diretto da Mario Caiano.
- Goliath è un personaggio del film omonimo del 2008, diretto da David Zellner.
- Golia Abelardo fu un soprannome utilizzato da Pietro Abelardo, filosofo, teologo e compositore francese.